# Fénétrange
Fénétrange è un comune francese di 739 abitanti situato nel dipartimento della Mosella nella regione del Grand Est.

## Geografia
Fénétrange si trova vicino al confine tra la Mosella e l'Alsazia. Questo comune fa parte del Parco naturale regionale della Lorena.

## Origini del nome
Etimologicamente, Fénétrange significa "abitazioni sul bordo di una curva". Il suo nome latino è Philestangia. È stato germanizzato come Vinstingen.

## Società

### Evoluzione demografica
Abitanti censiti

## Storia
Il nome Fénétrange fu scritto ufficialmente per la prima volta il 18 settembre 1070, durante il regno di Enrico IV del Sacro Romano Impero.
Nel 1224, il cavaliere Merbode de Malberg divenne il primo signore di Fénétrange.
Fénétrange era una città fortificata considerata inespugnabile.
Durante la Riforma protestante, la chiesa divenne un luogo di culto luterano. Diane de Dommartin fece costruire una cappella cattolica nel castello.
Dal 1751 al 1766, Fénétrange fu governata dal duca di Lorena Stanislao Leszczynski.
Come gli altri comuni dell'attuale dipartimento della Mosella, Fénétrange fu annessa all'Impero tedesco dal 1871 al 1918.
La Seconda guerra mondiale e l'annessione segnarono la città. Fu liberata solo nel novembre 1944.